# 마지막 승부
《마지막 승부》는 1994년 1월 3일부터 1994년 2월 22일까지 방송한 문화방송 월화미니시리즈이다.
1994년 8월 23일부터 9월 13일까지 홍콩 STAR TV에서도 방영되었다.
그리고 2019년 개국한 MBC ON에서 다시 방송 중이며 제작비 절감을 위해 1998년 초 iTV에서 재편성될 예정이었지만 여러 가지 사정 때문에 무산됐다.

## 등장 인물

### 주요 인물
- 장동건: 윤철준 역. 성운고교 - 한영대(농축산학과) 농구부(마지막회에서는 경기에서 이기고 동민과 만나 화해를 함)
- 손지창: 이동민 역. 성운고교 - 명성대 농구부(마지막회에서는 철준과 만나 화해를 함)
- 이종원: 김선재 역. 세영고교 - 한영대 농구부(13회에서 명성대 팀이 이기자 농구에서 지고 오다 그만 나이트클럽에 들어가서 보스와 건달들을 찾은 후 건달들에게 옥상에서 얻어 맞아서 보스에게 돈을 이것으로 갚은걸로 하자고 해서 농구를 다시 시작하게 되었음. 마지막회에서는 경기에서 철준과 약속까지 지키면서 한영대팀이 이기게 되고 우승까지 함.)
- 이상아: 최미주 역. 혜신여고 - 명성대(불어불문학과)
- 심은하: 정다슬 역. 혜신여고 - 명성대(국어교육학과)

### 한영대학교
- 신은경: 김수진 역. 한영대부속유치원 - 한영초등학교 - 한영여중 - 한영여고 - 한영대 농구부 매니저
- 이정훈: 박용주 역. 한영대 농구부 주장
- 오현섭: 한영대 농구부원 역 (경영학과)
- 강인덕: 한영대학교 전임 농구부 감독 역
- 전인택: 유학수 역. 한영대 농구부 코치 - 감독
- 박재훈: 마이클 최(최욱) 역 (정치외교학과)

### 명성대학교
- 박형준: 장용호 역. 명성대 농구부
- 허준호: 김만재 역. 명성대 농구부 주장
- 최종환: 종렬 역. 명성대 농구부 김만재 친구
- 송기윤: 허진수 역. 명성대 농구부 감독
- 이동신: 명성대 농구부 장 코치 역

### 그 외 주요 인물
- 장항선: 윤칠성 역
- 전유진: 윤철준의 누이동생 역
- 정욱: 한영대학교 정도일 총장 역
- 신귀식: 이동민의 부친 역
- 엄유신: 이동민의 모친 역
- 박철: 양호성 역. 성운고교 농구부 이동민 윤철준의 친구
- 문회원: 양호성의 부친 역
- 강미: 양호성의 모친 역
- 김기현: 농구협회 임원 역
- 김정: 윤철준 부친 윤칠성의 단골 대포집주인
- 김명희: 김선재 자취방 주인역
- 이종수: 철준과 동민의 성운고 후배역
- 오승명: 고아원 원장 역
- 한정국
- 홍요섭

### 우정출연
- 강석우: 성운고교 농구부 감독 역
- 전운: 삼광초등학교 농구부 감독 역 (윤철준 이동민 스승)

### 특별출연
- 박인규
- 허재
- 이상민
- 문경은
- 김재훈
- 윤재한

## 줄거리
열정이 뿜어져 나오는 젊은이들의 승부와 좌절, 사랑을 숨가쁘게 그려낸 농구 드라마이다.
고등학교 시절, 절친 동기생인 이동민-윤철준-양호성은 고교대회 농구 결승전에서 김선재가 소속한 고교와 대결해 우승을 차지한다. 대학 진학을 앞두고, 신라대에서는
윤철준과 양호성을 동반 입학 시키는 조건으로 이동민을 스카우트 하기로 하나, 집안 형편이 어려운 이동민은 더 많은 장학금 제공을 약속한 명성대에 홀로 진학하고,
갈 곳 없는 신세가 된 윤철준과 양호성은 실의에 빠진 나날을 보낸다. 김선재는 한영대에 진학한다.
윤철준과 양호성은 술을 마시면서 이동민의 활약상을 TV로 보게 되고, 양호성은 윤철준에게 농구를 다시 시작할 것을 강권한다. 그러나 윤철준은 완강히 거부하며
자리를 박차고, 양호성은 길을 건너던 윤철준을 급히 뒤쫓다 덤프트럭에 치어 사망한다. 이는 윤철준이 농구공을 다시 잡는 계기가 된다. 재수 학원에 등록을 하고,
이듬해에, 한영대 농축산학과에 입학하게 된다. 농구부원을 찾아 과 대항 농구대회를 참관하던 한영대 농구부 코치가 농축산학과 대표 윤철준의 활약상을 보고,
한영대 농구부 유니폼을 입히게 된다.
농구대잔치에서 한영대와 명성대가 대결하나, 한영대 김선재가 명성대 이동민에게 악의적인 파울을 범하고, 양 팀간의 말싸움은 곧 난투극으로 번져, 전국에
TV로 생중계 된다. 한영대 재단 이사회에서는 농구부의 해체를 결정한다. 물의를 일으킨 김선재는 학교를 떠나 조직폭력배가 되고, 나머지 농구부 선수들은
탄원 및 서명운동을 벌인다. 재단 이사회에서는 농구부 재창단을 결정하고, 한영대 농구부는 지옥훈련을 통해 1년 후 다시 농구 무대에 등장한다.
김선재도 재창단된 농구부에 돌아와 훈련에 매진했고, 농구대잔치에서 명성대와 결승전에서 격돌하게 된다. 이 경기에서, 김선재는 조직폭력배 시절 다친 무릎을
다시 다치게 되어 영영 코트로 돌아오지 못하게 되나, 경기 종료와 함께 윤철준은 버저비터 덩크슛을 성공시키며 게임을 승리로 이끈다.
후에, 윤철준은 시골 초등학교 교사로 근무하고, 이동민은 실업 농구팀에 입단해서 국가 대표로 활약한다. 윤철준이 근무하는 초등학교 어린이들이, 둘 중
누가 더 농구를 잘 하느냐 묻고, 윤철준과 이동민은 서로 자신이 더 잘 했다며 자랑한다. 그 둘의 1대1 게임을 위한 점프볼로 '마지막 승부'가 종영되었다.

## OST
- 마지막 승부의 주제곡은 가수 김민교가 불렀다. 그러나 이 노래는 데라다 게이코(寺田惠子)의 《Paradise Wind》를 표절하여 방송 중간에 음을 바꾸는 해프닝이 벌어지기도 했다.[3]

## 참고 사항
- 높은 시청률을 기록했음에도 제작업무를 효율적으로 수행하지 못하여 필요이상의 비용을 낭비했다고 회사 측으로부터 징계를 받았다.[4]
- 심은하가 맡았던 정다슬 역은 당초 고소영, 박소현 등이 물망에 올랐으나 영화 촬영 등으로 섭외가 안 되자 설득 끝에 심은하가 낙점됐다.[5]

## 같이 보기
- 문화방송
- 농구